# Петриненко, Тарас Гаринальдович
Тарас Гаринальдович Петриненко (укр. Тарас Гаринальдович Петриненко; 10 марта 1953, Киев, УССР, СССР) — украинский музыкант, певец, композитор, поэт. Автор песни «Украина», которая превратилась в своеобразный неофициальный гимн Украины. Кроме того, известные песни: «Песня о песне», «Господи, помилуй нас», «Любовь моя», «Новый год», «Мы не закончили разговор» и др. Народный артист Украины (1999). Национальная легенда Украины (2023).
Сын Дианы Петриненко.

## Биография
Тарас Петриненко родился 10 марта 1953 года.
Свою музыкальную деятельность начал в 1969 году с выступления на танцплощадке с группой «Эней», состоявший из учеников музыкальной школы-десятилетки им. Н. В. Лысенко.
В 1970 году эта группа дебютировала на телевидении и почти два года была бесспорным лидером нарождавшейся украинской рок-музыки.
В 1971 году Тарас Петриненко создал новую группу «Дзвони» («Колокола»), которая в 1974 году объединилась с «Энеем». Новообразованный ВИА «Візерунки шляхів» («Узоры путей») добавил к лирике «Дзвонів» (Петриненко) и фолк-року «Энея» несколько песен членов Союза композиторов, в начале 1975 года записал на «Мелодии» пластинку-гигант. Группу сразу пригласили в Укрконцерт, где под названием «Гроно» («Гроздь») она просуществовала почти год.
После службы в армии Петриненко недолго руководил знаменитым ансамблем «Мрія» («Мечта»), но после того, как ему запретили исполнять с ним собственные песни (в частности, «Песню о песне»), он с группой «Чарівні гітари» («Волшебные гитары») переехал в Россию.
С 1982 года Петриненко работал в тульском ансамбле «Красные маки», который в то время состоял исключительно из украинских музыкантов. Здесь он написал свои первые русскоязычные хиты — «Перелётная птица», «Однажды утром», «Я скоро вернусь», «След погасшей звезды».
В 1986 году Петриненко покидает «Красные маки» и вместе с Валерием Смаглием возрождает «Гроно» на базе Киевконцерта. Сюда же после «Кобзы», «Синей птицы» и «Аэробуса» Ю. Антонова возвращается гитарист Игорь Шабловский. Из Киевского театра эстрады приходит певица Татьяна Горобец. В 1986—1987 годах ансамбль делает первую серию фондовых записей на Украинском радио. Летом 1987 года проходят его первые концерты в киевском Дворце культуры «Украина». Сперва репертуар группы дублировал репертуар «Маков» с добавлением нескольких украиноязычных произведений (в частности, «Песня о песне», «Не забывай»). Вскоре появилась песня «Украина» (первоначальное название «Поки кохаєм» («Пока любим»)), премьера которой состоялась на Первом канале Украинского радио в утренней информационно-музыкальной программе, позывными которой её мелодия служила впоследствии, и другие, и довольно быстро Петриненко стал одним из лидеров украинской эстрады.
В 1989 году вышел альбом «Я профессиональный раб», тиражировавшийся лейблом «Кобза». До его выхода было принято считать «Гроно» поп-группой. Однако новый альбом, аранжированый в стиле прогрессив-рок, с серьёзными, отчётливо политизированными текстами (от трагической «Чернобыльской зоны» до задорной агитки «Народный Рух») выводил ансамбль и его лидера уже за рамки чисто развлекательной музыки.

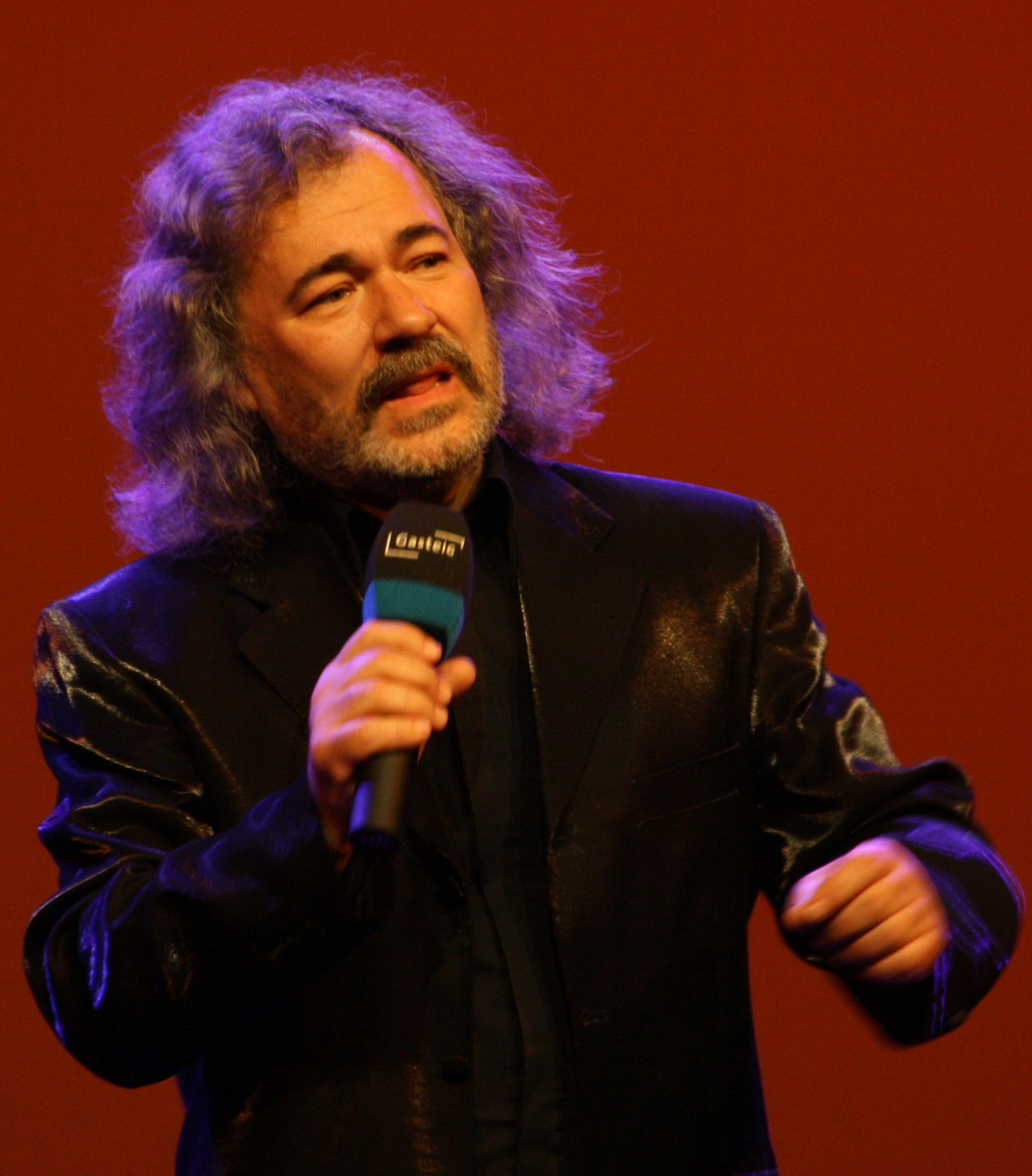
Тарас Петриненко во время концерта в мюнхенском Гастайге

В 1991 году Петриненко начал запись альбома «Господи, помилуй нас» для «Аудио Украина», завершив её лишь через два года. Причиной тому стал распад группы «Гроно» — аккомпанирующие музыканты не вернулись из зарубежных гастролей. Но это не отразилось на качестве альбома, который по итогам 1993 года был признан лучшим на Украине. А его титульная песня вошла в репертуар Украинского народного хора им. Верёвки. Примерно в это время в СМИ появилось довольно устойчивое именование Тараса Петриненко «патриархом украинской эстрады».
В 1995 году Петриненко некоторое время вёл на Первом телеканале Украины программу «Колыбельная для взрослых». Летом 1997 года на «Таврийских играх — VI» Тарас Петриненко получил Всеукраинскую премию в области музыки и массовых зрелищ «Золотая Жар-птица».
В 1999 году за личный вклад в развитие национальной культуры и искусства и весомые творческие достижения солисту-вокалисту концертно-творческой организации «Киевщина» Тарасу Петриненко присвоено звание Народного артиста Украины.
В 2003 году лейбл «Атлантик» причислил Тараса Петриненко к когорте рок-музыкантов и издал сборник его песен в серии «Рок-Легенды Украины».
Осенью 2004 года Тарас Петриненко принял активное участие в Оранжевой революции, где на Майдане Незалежности неоднократно исполнял свои песни.
Некоторое своё отношение к политике и политикам Петриненко высказал в интервью в августе 2006 года:
Украинский формат. Тарас Петриненко: Мои отношения с шоу-бизнесом не складывались никогда (укр.):

Знаете, то, что государство независимое, радует само по себе. Правда, это не нужно преувеличивать. У нас уже закрепилась традиция «наступать на грабли», к тому же постоянно. И в последнее время это уже как «танец на граблях». Невозможно логически объяснить, почему, когда украинские патриоты одерживают какую-либо победу, они тут же сами её отдают. Такое уже происходило не однажды за эти 15 лет.
Оригинальный текст (укр.)Знаєте, те, що держава незалежна, тішить саме по собі. Правда, це не потрібно перебільшувати. Адже у нас уже закріпилася традиція «наступати на граблі», до того ж постійно. І останнім часом це вже як «танець на граблях». Неможливо логічно пояснити, чому, коли українські патріоти здобувають якусь перемогу, вони тут же самі її віддають. Таке вже відбувалося не один раз за ці 15 років.

На многочисленные предложения (в разные годы) стать народным депутатом, занять другие чиновничьи должности Петриненко отвечает: «Каждый должен заниматься своим делом».
О современном украинском шоу-бизнесе Петриненко говорит:

Украинский формат. Тарас Петриненко: Мои отношения с шоу-бизнесом не складывались никогда (укр.):

О таланте к музыке или к слову сегодня вообще речь не идёт. Всё это превратилось в некую индустрию, которая имеет свои каноны и догмы. Конечно, есть талантливые люди. Но обычно они остаются вне игры, потому что быть популярным особого таланта не требуется. Мир меняется, и на мой взгляд, не в лучшую сторону… Мои отношения с шоу-бизнесом не складывались никогда. Я просто не могу идти вопреки тому, что мне дано от Бога.
Оригинальный текст (укр.)Про талант до музики чи до слова сьогодні взагалі не йдеться. Все це перетворилося у таку собі індустрію, яка має свої канони і догми. Звичайно, є талановиті люди. Але зазвичай вони залишаються поза грою, тому, що бути популярним особливого таланту не потрібно. Світ міняється, і на мій погляд, не в кращу сторону… Мої стосунки із шоу-бізнесом не складалися ніколи. Я просто не можу іти всупереч тому, що мені дано від Бога.

Петриненко продолжает работать над новыми песнями, даёт концерты на Украине и за рубежом.

## Альбомы
- 1989 — «Я професійний раб»
- 1993 — «Господи, помилуй нас»
- 1995 — «Любов моя»
- «Тарас Петриненко та Тетяна Горобець — Збірка вибраних пісень»
- 2003 — «Рок-легенди України. Тарас Петриненко»

## Награды
- Заслуженный деятель искусств Украины (1996)[3]
- Народный артист Украины (1999)[4]
- Государственная премия Украины им. Т. Шевченко (1996) — за значительные достижения в развитии современной украинской эстрадной песни, концертно-исполнительскую деятельность последних лет
- Орден «За заслуги» ІІІ степени (2009)[5]
- Орден Свободы (2019)[6]
- Национальная легенда Украины (2023)[7]